# Belbèze-de-Lauragais
Belbèze-de-Lauragais – miejscowość i gmina we Francji, w regionie Oksytania, w departamencie Górna Garonna.
Według danych na rok 1990 gminę zamieszkiwało 60 osób, a gęstość zaludnienia wynosiła 16 osób/km² (wśród 3020 gmin regionu Midi-Pireneje Belbèze-de-Lauragais plasuje się na 1003. miejscu pod względem liczby ludności, natomiast pod względem powierzchni na miejscu 1591.).